# الفرقة 18 الميكانيكية (بولندا)
الفرقة 18 الميكانيكية اوائل نوفمبر 2018 وافق وزير الدفاع البولندي على تشكيل فرقه رابعه نظاميه للجيش البولندي وستسمى الفرقة 18 الميكيانيكية (الحديدية) ومن المخطط ان يتم نشر هذه الفرقة في الجزء الشرقي من البلاد قرب الحدود مع اوكرانيا وبيلاروسيا.
الجيش البولندي يتكون من التشكيلات النظاميه التاليه:

- الفرقة 11 فرسان 

- الفرقة 12 الميكانيكية 

- الفرقة 16 الميكانيكية 

الفرق اعلاه تحتوي على 10 الوية 

- 6 الويه مستقله 

وقد تم حل فرقة رابعة هي الفرقة الأولى وارشو عام 2011 

ولكن بسبب التوترات في أوروبا، قررت بولندا عام 2016 اعاده تشكيل فرقه رابعة ليتم نشرها شرق البلاد 

وقد شكلت بولندا مقر قياده الفرقة 18 الميكانيكيه (الحديديه) يوم 27 سبتمبر 2018 (وهو يصادف تاريخ دخول الجيش الاحمر السوفييتي إلى بولندا عام 1939) في منطقة سيدلس التي تقع على بعد 50 كم شرق وارشو 

## التشكيل
الخطة البولنديه تقوم على اكمال بناء هيكل قياده هذه الفرقة في العام 2019 

بحلول نهايه عام 2019 ستتكون الفرقة 18 الميكانيكيه من الالويه التاليه:

- اللواء 1 المدرع وارشو (وهو موجود حاليا تحت امره الفرقة 16 الميكانيكيه والتي تتكون حاليا من 4 الويه)

- اللواء 21 رماة المستقل (موجود حاليا) 

- تشكيل لواء ميكانيكي جديد ابتداءا من خريف 2019 ليكون جاهزا بحلول اواسط العام 2022 وغالبا سيسمى لواء 19 الميكانيكي وسيتمركز في مدينة لوبلين.

## المستقبل
بحلول النصف الأول من عام 2021 من المتوقع ان تكون الفرقة جاهزه قتاليا (جزئيا) لكن ستكون بحاجه إلى تشكيل وحدات أخرى: مثل وحدات الاستطلاع والمدفعية والدفاع الجوي والذي قد يستغرق وقتا إلى العام 2026.

يجب الانتهاء من الوحدات المساعدة، مثل كتيبة الاستطلاع، وكذلك المدفعية والدفاع الجوي وفوج الدعم اللوجستي، في المرحلة الثالثة من تشكيل الفرقة الجديدة.

التكلفة المقدرة لتشكيل الفرقة الميكانيكيه 18 (الحديديه) تجهيزا وتسليحا وتدريبا سيكلف بولندا قرابه 7.1 مليار دولار على مدى 10 سنوات.
سوف تميز الفرقة الميكانيكية 18 (الحديدية) المستقبلية نفسها عن التشكيلات الحالية على مستوى الفرقة بسبب عدد الوحدات الفرعية القتالية مقسمة بين ألوية خدمة عامة معينة، والتي ستتألف منها.
في هذا الصدد، من المفترض أن يكون اللواء 1 المدرع وارشو مجهزًا بأربع كتائب قتالية (وليس ثلاث)، بما في ذلك كتيبتان للدبابات نوع ليوبارد 2 وكتيبتان ميكانيكيتان (في البداية مسلحة مع عربات بي إم بي-1 من الحقبة السوفيتية، والتي يجب استبدالها في النهاية بمنصات أكثر حداثة).

من المتوقع أن يتكون اللواء 19 الميكانيكي الجديد من كتيبتين للدبابات، بما في ذلك واحدة جديدة وواحدة سيتم نقلها من لواء 21 رماة المستقل (مجهز بدبابات تي-72 التي سيتم تعديلها في السنوات القادمة) وكتيبتين ميكانيكيتين مجهزة بعربات بي إم بي-1.
في الوقت نفسه، من المرجح أن يتم إعادة تنظيم اللواء 21 رماة المستقل ويتكون في النهاية من ثلاث كتائب آلية (مجهزة بآلات مدرعة بعجلات Rosomak / Patria AMV 8 × 8) وكتيبة مشاة جبلية متخصصة.

ونتيجة لذلك، ستتألف الفرقة الميكانيكية 18 (الحديدية) المستقبلية من 12 كتيبة قتالية، الأمر الذي سيجعلها من الناحية النظرية أقوى وأقوى فرقة في القوات البرية البولندية.